# NSG Teufelsberg - Pietzelstein
NSG Teufelsberg - Pietzelstein este o arie protejată (arie specială de conservare — SAC, sit de importanță comunitară — SCI) din Germania întinsă pe o suprafață de 203 ha, integral pe uscat.

## Localizare
Centrul sitului NSG Teufelsberg - Pietzelstein este situat la coordonatele 50°40′12″N 9°53′10″E / 50.67°N 9.8861°E.

## Înființare
Situl NSG Teufelsberg - Pietzelstein a fost declarat sit de importanță comunitară în septembrie 2000 pentru a proteja 4 specii de animale. Situl a fost protejat și ca arie specială de conservare în iulie 2008.

## Biodiversitate
Situată în ecoregiunea continentală, aria protejată conține 5 habitate naturale: Grohotișuri medio-europene calcaroase, de la nivel colinar și montan, Pante stâncoase calcaroase cu vegetație casmofită, Păduri de fag Asperulo-Fagetum, Păduri pe pante, grohotișuri și ravene de Tilio-Acerion, Păduri aluvionare cu Alnus glutinosa și Fraxinus excelsior (Alno-Padion, Alnion incanae, Salicion albae).
La baza desemnării sitului se află mai multe specii protejate:
- păsări (2): sfrâncioc roșiatic (Lanius collurio), gaia roșie (Milvus milvus)
- mamifere (2): liliac cu urechi mari (Myotis bechsteinii), liliac comun (Myotis myotis)

Pe lângă speciile protejate, pe teritoriul sitului au mai fost identificate 10 specii de mamifere.